# Пещера Модок
Пещера Модок, или, точнее, Скальное жилище Модок, англ. Modoc Rock Shelter — археологический памятник индейцев архаического периода на востоке США. Представляет собой в строгом смысле не пещеру, а скальный навес, под которым древние обитатели этих мест могли укрываться от непогоды.
Археологи обнаружили в пещере артефакты четырёх различных этапов Архаического периода и одного более позднего этапа, позволяющие предположить, что индейцы Восточного Вудленда по своему уровню развития были сопоставимы с охотниками на крупную дичь Великих равнин.
Пещера Модок объявлена Национальным историческим памятником в 1961 году.